# Wide-Angle Optoelectronic Stereo Scanner
Wide-Angle Optoelectronic Stereo Scanner (WAOSS) ist der Name der Weitwinkel-Stereokamera, die unter anderem bei der russischen Tiefraummission Mars 96 eingesetzt wurde. Auf dieser Mission wurden zwei sich gegenseitig ergänzende deutsche Kameras installiert, die WAOSS und die HRSC (High Resolution Stereo Camera).
Die Kamera WAOSS sollte den Planeten Mars global und großräumig mit einer Bodenauflösung von einigen hundert Metern beobachten – also eine topographische Kartierung 1:500.000 vornehmen, die HRSC einzelne Gebiete mit höherer Auflösung.
Daneben besteht bei WAOSS die Möglichkeit, zeitliche Veränderungen in der Atmosphäre und an der Planetenoberfläche zu verfolgen; sie sollte Veränderungen in allen Jahreszeiten innerhalb eines Marsjahres aufnehmen, wie z. B. Wolken und Staubstürme. Die Kamera wiegt 7,1 kg, in 300 km Höhe über dem Mars hatte sie eine Bodenauflösung von 96 m bei einer Scanbreite von 496.000 m.
Die WAOSS wurde bereits 1988 im Institut für Kosmosforschung (IKF) in Berlin-Adlershof geplant und entworfen, wo bereits die Multispektralkamera MKF 6 für das bemannte Raumschiff Sojus 22 entwickelt worden war. Sie wurde später im Institut für Weltraumsensorik der Deutschen Forschungsanstalt für Luft- und Raumfahrt (DLR) entwickelt und in Flugzeugen über irdischem Gelände erprobt. Die Datenauswertung sollte beim Institut für Planetenerkundung in Berlin erfolgen.
Die im Mars-Orbit erhaltenen Bilder und Daten sollten insbesondere folgenden Wissenschaftsgebieten zugutekommen:
- Atmosphärenphysik und -dynamik,
- Meteorologie,
- Klimatologie,
- Photogrammetrie und Kartografie,
- Mineralogie Geologie.

Die WAOSS- und HRSC-Entwicklung kostete in Deutschland etwa 200 Millionen DM.
Nach einem erfolgreichen Start der Marsmission mit dieser Kamera und vielen anderen Geräten am 16. November 1996 mit einer Proton-D2-Rakete erreichte der Satellit den Erdorbit; beim Kurswechsel zum Mars jedoch gab es noch ungeklärte Fehler, die zum Absturz der Mission führten.
Siehe auch: Mars Express, Beagle 2, Mars Observer